# Christopher Tye
Christopher Tye (né vers 1500 – mort entre 1571 et 1573) est un compositeur et organiste anglais de la Renaissance, contemporain de Thomas Tallis. 

## Biographie
La naissance de Christopher Tye reste floue. Quelques chercheurs supposent sa naissance à Westminster tandis que le musicologue de l'université d'Oxford Arkwright proposait la région de l'Est, surtout au Cambridgeshire.
En effet, en 1512 et 1527, le nom de Tye, sans prénom, se trouve dans la liste de choristes des livres Commons Books, employés à Cambridge. Il est possible que ce certain Tye fût Christopher Tye.
Christopher Tye a fait ses études à Cambridge. Diplôme Bachelor of Music obtenu en 1536, il est chantre au King's College en 1537. De 1541 à 1561, il est maître de chœur (Magister choristarum) à la Cathédrale d'Ely. 
Il ne devient doctorant, octroyé par l'université de Cambridge, qu'en 1545. Il semble que sa célèbre messe Euge bone ait été composée à cette occasion. C'est à cette époque qu'il rencontre Richard Cox, réformiste et activement anti-papiste. Ordonné diacre en juillet, puis pasteur en décembre 1560, il est nommé recteur de Doddington-cum-Marche l'année suivante. 
Son décès est mentionné dans le registre de Richard Cox, datée du 15 mars 1573, et sur le sujet de la nomination d'un successeur : « per mortem naturalem venerabilis viri Christoferi Tye musices doctoris », ce qui peut établir sa mort avant cette date.
Formé avant la réforme et exerçant pendant, on ignore quels furent ses maîtres et s'il a voyagé.

## Œuvre
Il compose des messes dont deux à l'occasion de ses grades universitaires de bachelier. Des motets de trois à sept voix. Ainsi que les premiers de consorts pour violes (trente et une pièces). Quoique fondés sur un cadre sacré (21 In nomine), la nature de ces compositions permet à l'auteur d'y donner libre cours à la science contrapuntique. Michel Bernstein, rédacteur du livret du disque de Jordi Savall, attire l'attention sur une œuvre : « s'il ne fallait ne citer qu'une seule pièce de ce magnifique ensemble, j'aimerais isoler O lux, dont le rayonnement sidéral rejoint à travers les siècles l’Adagio ma non troppo e molto espressivo qui ouvre le Quatuor en ut dièse mineur de Beethoven, l'opus 131 ! ». 
Seules un petit nombre de compositions sont parvenues jusqu'à nous. En cela peut-être s'explique le relatif oubli d'une figure pourtant si riche de son langage polyphonique et de ses innovations. Il contribue à établir le modèle de l'hymne.

## Famille
D'après l'étude du musicologue Godfrey Edward Pellew Arkwright (1893), on trouve, dans les archives de la paroisse d'Ely, plusieurs actes qui suggèrent que le docteur Christopher Tye y avait son foyer. Encore faut-il retrouver le testament de ce compositeur, de sorte que l'on connaisse exactement les membres de sa famille. Ses membres présumés, selon les actes, sont :
- Christopher Tye († avant mars 1573)
- [épouse] Katherine Tye († après 1574, après le décès de sa fille Ellen White en 1574) 
  - Marye Tye, épouse Robert Rowlye le 12 août 1560 à la cathédrale d'Ely
  - Peter Tye, y épouse Julyan Kellet le 13 novembre 1564 (fils de Christopher Tye confirmé - un dossier de procès mentionnait : «  His Father Dr. Ty told me and others (Son père, Dr. Ty, nous a dit)[1] » ; il fut le recteur de plusieurs établissements religieux dont Watlington (1583 - 1592)[1])
    - William Tye, baptisé le 21 juin 1565
    - Elizabeth Tye, baptisée le 29 janvier 1567
    - Catherin Tye, baptisée le 31 juillet 1568
    - Christopher Tye, baptisé le 30 juin 1570
    - Robert Tye, baptisé le 7 novembre 1571
    - Barbara Tye, baptisée le 16 novembre 1572
    - Henry Tye, baptisé le 7 octobre 1574

  - Richard Tye, y épouse Alice Smith le 18 juillet 1568
  - Ellen Tye, épouse Robert White, sans doute le compositeur Robert White ; dans son testament rédigé en 1574, elle mentionnait sa sœur Mary Rowlye et sa mère Katherine Tye
  - Agnes Tye, épouse John Horner en 1575 à Wilberham Parva

## Discographie sélective
- Messe Euge bone, Peccavimus et autres pièces - Winchester Cathedral Choir, dir. David Hill (Hyperion)
- Missa Euge Bone, Peccavinus, Omnes gentes (+ Mundy) - Oxford Camerata, dir. Jeremy Summerly (1993, Naxos 8.550937)
- Consort Musicke, set for Viols - Hespèrion XX, dir. Jordi Savall (1988, Astrée/Auvidis E 8708)

## Écouter en ligne
- Missa Euge bone, Gloria à 6 voix : [vidéo] « Disponible », sur YouTube par The London Oratory Schola Cantorum Boys Choir ; [partition éditée par Arkwright (1893)]